# 植村直己物語
『植村直己物語』（うえむらなおみものがたり）は1986年6月7日に公開された日本映画。製作は毎日放送、電通。配給は東宝。カラー、ビスタビジョンサイズ。上映時間は140分。
世界的な冒険家・植村直己の後半生を描いている。

## キャスト
- 植村直己：西田敏行
- 植村公子：倍賞千恵子
- 植村修：井川比佐志
- 小川正夫：古尾谷雅人
- 野崎誠治：左とん平
- 野崎友子：岩本多代
- 長塚博人：若林豪
- 脇田：山本圭
- 石山：竹脇無我
- 高城：辻萬長
- 藤野：伊藤敏八
- 広田：磯部勉
- 佐藤：草見潤平
- 大泉：塩野谷正幸
- 平山：倉田保昭
- 松浦：土師孝也
- 須藤：山田辰夫
- 土田：樋浦勉
- 村井：加藤善博
- 片岡：山野史人
- 上級生A：高月忠
- 上級生B：青木卓司
- 上級生C：原吉実
- ジョン・イーストマン：ダグラス・ブレア
- ダリル・ウェールズ：ジョゼフ・バーク
- ドゥガール・フーバー：ピーター・グロスマン
- ウォルフガング・オリオール：ウォルフガング・リンクマン
- ローレンス・シラー：ロミオ・マルツォー
- ハッシュ・バギーノ：リック・チーマ
- ジャン・ビュアルネ：セルジオ・アリオ
- 武藤安子：乙羽信子
- 小川光夫：藤木悠
- 小川ヨシ：菅井きん
- 小川好江：日色ともゑ
- 修の妻：小林トシ江
- 野崎秀代：山岡久乃
- 植村ハツ：丹阿弥谷津子
- 植村松太郎：大滝秀治
- 真田：池部良
- 西川栄二郎：小沢栄太郎
- 津嘉山正種、歌澤寅右衛門、高畑淳子、吉本選江、河原さぶ、鶴田忍、児玉謙次、天園翔子 ほか

## スタッフ

### 製作スタッフ
- 監督：佐藤純彌
- 原作：植村直己
- 脚本：岩間芳樹、佐藤純彌
- 音楽：ウィンダム・ヒル
- 音楽監督：村井邦彦、ウィリアム・アッカーマン
  - 作・編曲：フィリップ・アーバーグ（フィル・アーバーグ）、ドーン・アッキンソン
- 撮影：並木宏之
- 山岳撮影：阿久津悦夫
- 美術：徳田博
- 録音：橋本泰夫
- 照明：川島晴雄
- 編集：鈴木晄
- 助監督：桃沢裕幸、永井正夫
- 整音：橋本文雄
- スチール：金子哲也
- 現像：IMAGICA
- MA：にっかつスタジオセンター
- 撮影協力 :Denali National Park and Preserve、フランス政府観光局、シャモニ観光省、ネパール王国政府観光省、the Royal Nepal Film Corporation、Indian Mountaineering Foundation、帯広市、滝上町、ヒマラヤ観光開発、毎日映画社 ほか
- 協賛：日本航空、美津濃
- 製作協力：文藝春秋、毎日新聞社
- 特別協賛：日本コダック、三洋証券、オリエントファイナンス
- プロデューサー：水谷和彦
- エグゼクティブプロデューサー：高橋治之、高山裕
- 製作総指揮：高木一見
- 製作：斎藤守慶、木暮剛平、田中寿一
- 企画：入江雄三、北野栄三

### 山岳撮影サポート
『植村直己物語』では数々の極地ロケのために当時の一流の登山家が集められ、カメラマンを含む11人の撮影隊が編成された。
1985年10月30日、7人もの隊員がエベレストの登頂に成功した。うち1人は、酸素ボンベを使用しない「無酸素」での登頂であった。
- 八木原圀明 - 植村直己物語撮影隊隊長
- 宮崎勉 - 植村直己物語撮影隊副隊長
- 山田昇 - 登攀隊長・スタントマン
- 名塚秀二
- 三枝照雄
- 阿久津悦夫
- 木本哲
- 佐藤光由
- 小西浩文
- 小林俊之
- 斉藤安平
- 近藤謙司 - 山岳スタントマン（デナリ）

## 主演に関して
- 本作の主役は西田敏行であるが、作家の椎名誠が当初オファーを受けていた[5]。

植村と椎名は旧知の仲で親交もあり、雑誌による対談も行われていた。この時は椎名がTBSテレビ開局30周年記念事業『シベリア大紀行』の海外取材で映画を撮ることが出来ず、西田にバトンタッチされた。
なお、西田敏行は植村と同じ明治大学出身であり、椎名誠も明治大学が後援している植村直己冒険賞の審査員を毎年務めている。

## 受賞歴
- 第10回日本アカデミー賞[9]
  - 優秀作品賞
  - 優秀監督賞
  - 優秀主演男優賞
  - 優秀主演女優賞
  - 優秀撮影賞
  - 優秀照明賞
  - 最優秀録音賞
- 第41回毎日映画コンクール
  - 作品部門　日本映画ファン賞
  - 俳優部門　田中絹代賞
  - スタッフ部門　録音賞
- 第4回ゴールデングロス賞 日本映画部門 優秀銀賞[10]

## 関連書籍
- 文藝春秋編『植村直己の世界』 文藝春秋、1986年6月10日、ISBN 4163405909。 - 監督・佐藤純彌、主演・西田敏行、倍賞千恵子の『ここまで「植村直己」になれました』と題する座談会と、映画『植村直己物語』の全シナリオが収録されている。
- 佐藤純彌、聞き手 : 野村正昭 + 増當竜也『映画監督 佐藤純彌 : 映画よ憤怒の河を渉れ[注 4][注 5]』 発行 : DU BOOKS、発売 : ディスクユニオン、2018年12月1日。ISBN 978-4866470764。